# Malki Iskăr (distrikt)
Malki Iskăr (bulgariska: Малки Искър) är ett distrikt i Bulgarien.   Det ligger i kommunen Obsjtina Etropole och regionen Sofijska oblast, i den centrala delen av landet, 70 km öster om huvudstaden Sofia.